# 尚热 (上马恩省)
尚热（法語：Changey，法語發音：[ʃɑ̃ʒɛ]）是法国上马恩省的一个市镇，属于朗格勒区。

## 地理
尚热（47°55'35"N, 5°23'8"E）面积6.67 平方千米，位于法国大東部大區上马恩省，该省份为法国东北部内陆省份，北起马恩省和默兹省，西接奥布省，西南接科多尔省，东南接上索恩省，东临孚日省。
与尚热接壤的市镇（或旧市镇、城区）包括：讷伊莱韦克、罗朗蓬、巴讷、沙尔姆、当皮埃尔。

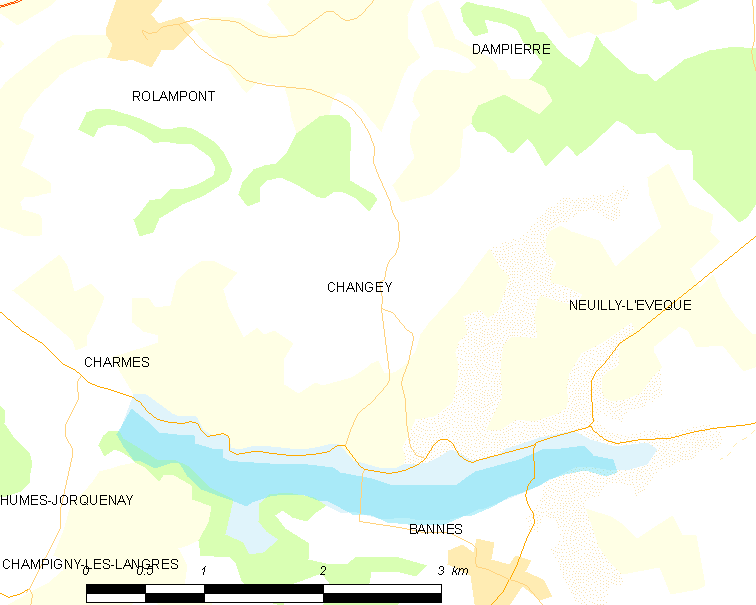
的OSM定位图

尚热的时区为UTC+01:00、UTC+02:00（夏令时）。

## 行政
尚热的邮政编码为52360，INSEE市镇编码为52105。

## 政治
尚热所属的省级选区为诺让县。

## 人口

1962-2008年间人口变化图示

尚热于2022年1月1日时的人口数量为290人。